# مونتانو أنتيليا
مونتانو أنتيليا (بالإيطالية: Montano Antilia)‏ هي كومونا تابعة لمقااطعة سلرنو في منطقة كمبانية جنوب غرب إيطاليا.